# 中村俊介
中村 俊介（なかむら しゅんすけ、1975年2月16日 - ）は、日本の俳優。所属事務所はRUBBER SOUL。

## 略歴
群馬県吾妻郡草津町出身。樹徳高等学校卒業後、家具屋に就職ののち、雑誌「メンズクラブ」の読者モデルオーディションでグランプリを受賞したことをきっかけに芸能界に入り、1995年にモデルデビューした。
1997年、角川春樹監督の映画『時をかける少女』に出演して俳優デビュー。
2000年、テレビ朝日の時代劇『熱血!周作がゆく』の千葉周作役で、連続ドラマ初主演。
2003年、陣内孝則の自伝的映画『ROCKERS』で映画初主演。
2003年、『浅見光彦シリーズ』（フジテレビ 金曜エンタテイメント）の主人公・浅見光彦役を榎木孝明より引き継ぎ、同年2月28日放映の第15弾から2018年3月29日放映の第53弾まで、足かけ16年・合計39作で演じた。

## 人物
身長185cm。スリーサイズは、B 97cm、W 75cm、H 96cm。足のサイズは27cm。血液型A型。特技はギター、乗馬。趣味は音楽鑑賞とドライブ。好きな俳優はジャッキー・チェンとトム・ハンクスで、好きな食べ物は焼き肉、うなぎ、カキフライ。
スポーツカーが好きで、主演映画の『スピードマスター』のイベント時には「マニュアル車を運転するのは久しぶりです」と口にした。
ガンダムも好きで、シャア・アズナブル役の池田秀一に声を生録音してもらった目覚まし時計を持っている。
韓国ロケ中にヨン様ことペ・ヨンジュンと間違われたという話があったが、本人によるとこれはガセであり、日本人観光客が集まったのを見てヨン様を連想したスタッフの発言が誤って伝わったとのことである。
2009年11月15日には京都競馬場で開催されるエリザベス女王杯の誘導馬に騎乗した。

## 出演
- 主演は役名を太字で示す。

### テレビドラマ
- 運命の恋人（1997年、テレビ朝日） - 小津和雄 役
- 彼女との時代（1998年4月11日、テレビ朝日）
- ドンウォリー!（1998年、関西テレビ・フジテレビ） - 加地樹 役
- ハッピーマニア（1998年、フジテレビ） - 松本光二 役（ゲスト出演）
- 新選組血風録（1998年、テレビ朝日） - 沖田総司 役
- 金田一耕助シリーズ「悪霊島」（1999年、TBS） - 越智拓郎 役
- ナオミ（1999年、フジテレビ） - 久保光一 役
- 独身生活（1999年、TBS） - 島村正樹 役
- 救急ハート治療室（1999年、関西テレビ・フジテレビ）
- 世にも奇妙な物語 秋の特別編「私は、女優」（1999年、フジテレビ）
- NHK大河ドラマ 葵 徳川三代（2000年、NHK） - 島津忠恒 役
- イマジン（2000年、関西テレビ・フジテレビ） - 田中洋平 役
- ナースのお仕事3 第7話（2000年、フジテレビ） - 小野田雅彦 役
- Summer Snow（2000年、TBS） - 橘青児 役
- 熱血!周作がゆく（2000年、テレビ朝日） - 千葉周作 役
- 菊次郎とさき（2001年、テレビ朝日） - 北野重一 役
- 別れさせ屋（2001年、読売テレビ・日本テレビ） - 原亮一 役
- ウソコイ（2001年、関西テレビ・フジテレビ） - 本郷剛 役
- 本家のヨメ（2001年、読売テレビ・日本テレビ） - 山田慎二 役
- 天国への階段（2002年、読売テレビ・日本テレビ） - 本橋一馬 役
- 精霊流し〜あなたを忘れない〜（2002年、NHK）
- ツーハンマン（2002年、テレビ朝日） - 山田誠 役
- サイコドクター 第2話（2002年、日本テレビ）
- 金曜エンタテイメント→金曜プレステージ→赤と黒のゲキジョー→金曜プレミアム 浅見光彦シリーズ（2003年 - 2018年、フジテレビ） - 浅見光彦 役
  - 金沢殺人事件（2003年）
  - 日蓮伝説殺人事件（2003年）
  - 秋田殺人事件（2003年）
  - しまなみ幻想－愛媛・今治殺人事件－（2004年）
  - ユタが愛した探偵（2004年）
  - 化生の海－北前船殺人事件－（2005年）
  - 熊本・菊池伝説殺人事件（2005年）
  - 「首の女」殺人事件（2006年）
  - 日光殺人事件（2006年）
  - 鯨の哭く海（2006年）
  - 箸墓幻想（2007年）
  - 「紅藍の女」殺人事件（2007年）
  - 竹人形殺人事件（2007年）
  - 耳なし芳一からの手紙（2008年）
  - 熊野古道殺人事件（2008年）
  - 天河伝説殺人事件（2008年）
  - 喪われた道（2008年）
  - 箱庭（2008年）
  - 後鳥羽伝説殺人事件（2009年）
  - 美濃路殺人事件（2009年）
  - 歌枕殺人事件（2009年）
  - 鐘（2010年）
  - 長崎殺人事件（2010年）
  - 十三の冥府（2010年）
  - 遺骨（2011年）
  - 棄霊島 第一夜「軍艦島最後の赤ちゃん」 / 第二夜「さらば軍艦島」（2011年）
  - 佐渡伝説殺人事件（2011年）
  - 悪魔の種子（2011年）
  - 還らざる道（2012年）
  - 砂冥宮（2012年）
  - 志摩半島殺人事件（2012年）
  - はちまん（2013年）
  - 平城山を越えた女（2013年）
  - 幻香（2013年）
  - 不等辺三角形（2014年）
  - 貴賓室の怪人（2014年）
  - 中央構造帯 平将門伝説殺人事件（2014年）
  - 神苦楽島（2015年）
  - 浅見光彦殺人事件（2018年）[3]
- 14ヶ月〜妻が子供に還っていく〜（2003年、読売テレビ・日本テレビ） - 井上悟 役
- 農家のヨメになりたい（2004年、NHK） - 小野誠 役
- 東京湾景（2004年、フジテレビ） - 井上弘一/朴弘一 役
- アタックNo.1（2005年、テレビ朝日） - 本郷俊介 役
- 冤罪〜父と子の旅路〜（2005年6月6日、TBS月曜ミステリー劇場） - 浅利祐介 役
- 金田一少年の事件簿 吸血鬼伝説殺人事件（2005年、日本テレビ） - 緋色景介 役
- 戦国自衛隊・関ヶ原の戦い（2006年、日本テレビ） - 梶本恵一 役
- ウーマンズ・アイランド〜彼女たちの選択〜　（2006年、日本テレビ） - 杉下一哉 役
- ドラマW マエストロ（2006年、WOWOW） - 柄沢朗 役
- ドラマ・コンプレックス 恋のから騒ぎ 〜LOVE STORIES〜III 「元ヤンの女」（2006年、日本テレビ） - 矢沢宗介 役
- ドラマ・コンプレックス 私が私であるために（2006年、日本テレビ） - 森村智 役
- 飛ばまし、今（2006年、NHK福岡放送局制作） - 船津徹 役[9]
- 愛の流刑地ドラマスペシャル 後編（2007年、日本テレビ） - 徳永雅人 役
- 警視庁捜査一課9係 season2（2007年4月25日、テレビ朝日） - 園田俊介 役
  - 警視庁捜査一課9係 season12 第1・5話（2017年4月12日・5月10日、テレビ朝日） - 園田俊介 役
- よろずや平四郎活人剣（2007年、テレビ東京） - 神名平四郎 役
- 徳川風雲録 八代将軍吉宗（2008年1月2日、テレビ東京） - 生島新五郎 役
- だいすき!! （2008年1月-3月、TBS） - 沢田草介 役（特別出演）
- ドラマW 扉は閉ざされたまま（2008年3月29日、WOWOW） - 伏見亮輔 役
- 絶対彼氏〜完全無欠の恋人ロボット〜（2008年4 - 6月、フジテレビ） - 浅元将志 役
- 連続ドラマW プリズナー（2008年、WOWOW） - 譲原卓也 役
- 寧々〜おんな太閤記（2009年1月2日、テレビ東京） - 石田三成 役
- 必殺仕事人2009 第1話（2009年、テレビ朝日） - 直助＜信次＞ 役
- 絶対彼氏〜完全無欠の恋人ロボット〜最終章SP（2009年、フジテレビ） - 浅元将志 役
- ハンチョウ〜神南署安積班〜（TBS） - 村雨秋彦 役
  - シリーズ1（2009年4月 - 7月）
  - シリーズ2（2010年1月 - 3月）
  - シリーズ3（2010年7月 - 9月）
  - シリーズ4（2011年4月 - 6月）
- 土曜ワイド劇場　救急救命士・牧田さおり（テレビ朝日） - 伊東肇 役
  - パート6（2009年6月13日）
  - パート7（2010年5月1日）
  - パート8（2011年8月27日）
  - パート9（2013年2月23日）
  - パート10（2015年5月9日）
- おひとりさま 第5話、第9話（2009年11月13日・12月11日、TBS） - 二階堂 役
- 椿山課長の七日間（2009年12月19日、テレビ朝日） - 嶋田良一 役
- ミッドナイト☆ドラマ 借王＜シャッキング＞II －運命の報酬－（2011年1月8日、WOWOW） - 本郷啓輔 役
- ドラマ24 URAKARA 第1話（2011年1月14日、テレビ東京） - 田宮順一郎 役
- オリンパスドラマスペシャル 光る壁画（2011年10月1日、テレビ朝日） - 梶哲朗 役
- 謎解きはディナーのあとで 第5話（2011年11月15日、フジテレビ） - 江崎建夫 役
- 土曜ワイド劇場　西村京太郎トラベルミステリー57（2012年1月28日、テレビ朝日） - 佐々木貢 役
- 向田邦子ドラマスペシャル　蛇蝎のごとく（2012年3月14日、テレビ東京） - 佐久間晃一 役
- 連続ドラマW 推定有罪（2012年、WOWOW） - 鳴瀬実 役
- Wの悲劇（2012年4月 - 6月、テレビ朝日） - 和辻道彦 役
- 名探偵コナンドラマスペシャル 工藤新一 京都新撰組殺人事件（2012年4月12日、読売テレビ） - 桜庭礼一 役
- 結婚しない 第1話、第3話（2012年10月11日、フジテレビ） - 小島圭介 役
- てふてふ荘へようこそ（2012年10月27日 - 2012年12月15日、NHK BSプレミアム） - 大家さん 役
- MONSTERS 第5話（2012年11月18日、TBS） - 四條敦彦 役
- 刑事110キロ（2013年4月 - 6月、テレビ朝日） - 木内光義 役
  - 刑事110キロ 第2シリーズ（2014年4月 - 6月）
- ドラマスペシャル 濃姫II〜戦国の女たち（2013年6月23日、テレビ朝日） - 浅井長政 役
- SUMMER NUDE 第7話（2013年8月19日、フジテレビ） - 影山誠 役
- ハクバノ王子サマ 純愛適齢期（2013年10月 - 12月、読売テレビ・日本テレビ） - 黒沢明夫 役
- Dr.DMAT 第3話（2014年1月23日、TBS） - 柏木亮 役
- 水曜ミステリー9 横山秀夫特別企画 永遠の時効（2014年6月25日、テレビ東京） - 田中武次 役
- 素敵な選TAXI 第3話（2014年10月28日、関西テレビ・フジテレビ） - 野々山武彦 役
- 保育探偵25時〜花咲慎一郎は眠れない!!〜（2015年1月 - 3月、テレビ東京） - 山内練 役
- 水曜ミステリー9 小杉健治サスペンス 決断（2015年3月4日、テレビ東京） - 江木秀哉 役
- 婚活刑事 第2話（2015年7月9日、読売テレビ・日本テレビ） - 財田一雄 役
- リスクの神様 第7話（2015年8月26日、フジテレビ） - 岡崎大樹 役
- ザ・ドライバー（2015年10月11日、テレビ朝日） - 西郷利明 役[10]
- フラジャイル 第3話（2016年1月27日、フジテレビ） - 中西篤也 役
- 土曜ワイド劇場 特捜セブン（2016年2月27日、テレビ朝日） - 岬怜司 役
- ドクターカー（2016年4月 - 6月、日本テレビ） - 朝城勇介 役[11]
- 月曜名作劇場 女取調官4（2016年7月25日、TBS） - 高野真一郎 役
- 土曜ワイド劇場 おかしな刑事14（2016年10月22日、テレビ朝日） - 本間京一 役
  - 日曜ワイド おかしな弁護士（2017年8月6日）
- キャリア〜掟破りの警察署長〜 第9話・最終話（2016年12月4日・11日、フジテレビ） - 桐島真司 役
- 貴族探偵 第9話（2017年6月12日、フジテレビ） - 堂島尚樹 役
- 巨悪は眠らせない 特捜検事の標的（2017年10月4日、テレビ東京） - 楽田恭平 役
- 相棒 season16 第1話「検察捜査」・第2話「検察捜査〜反撃」（2017年10月18日・25日、テレビ朝日） - 平井陽 役
- 黒薔薇 刑事課強行犯係 神木恭子（2017年12月16日、テレビ朝日） - 瀬名康史 役
- 帯ドラマ劇場 越路吹雪物語（2018年1月8日 - 、テレビ朝日） - 伊藤登 役
- 噂の女（2018年4月14日 - 6月23日、BSジャパン） - 鹿島尚之 役
- 遺留捜査 第5シリーズ 第1話「あの風変わりな刑事が帰ってくる!! 5億円の仏像を巡る連続殺人疑惑の住職VS謎の鑑定士!? 断崖絶壁のカラビナに3分間の涙！」（2018年7月12日、テレビ朝日） - 早水圭介 役
- 日曜プライム（テレビ朝日）
  - 法医学教室の事件ファイル45（2018年11月18日） - 笹岡稔 役
  - 終着駅シリーズ34「荒野の証明」（2019年1月27日） - 山名功 役
  - ドラマスペシャル 未解決の女 警視庁文書捜査官〜緋色のシグナル〜（2019年4月28日） - 涌井徹 役
  - 西村京太郎トラベルミステリー72「十津川警部のラストラン」（2020年7月26日） - 中園宏司 役
- ミラー・ツインズ Season2（2019年6月8日 - 6月29日、WOWOW） - 小早川尚史 役
- 科捜研の女 SEASON 19（テレビ朝日） - 堀切徹 役
  - 第25話「シャンハイ捜査線」（2019年12月19日）
  - 第26話「待ち人、来る」（2020年1月16日）
- アライブ がん専門医のカルテ（2020年1月9日 - 3月19日、フジテレビ） - 恩田匠 役
- ドラマスペシャル・あまんじゃく 元外科医の殺し屋 最後の闘い（2020年3月29日、テレビ東京） - 椙山啓介 役
- 隕石家族（2020年4月11日 - 5月30日、東海テレビ・フジテレビ） - 片瀬清人 役
- 月曜プレミア8（テレビ東京）
  - 当番弁護士 梶原藤子の事件ファイル（2020年6月22日） - 高林信介 役
- 京阪沿線物語〜古民家民泊きずな屋へようこそ（2021年1月 - 3月、テレビ大阪 / BSテレ東） - 久我創介 役
- チバケンのマツモトさん。（2021年5月1日、チバテレビ） - 松本南海雄 役[12]
- #コールドゲーム（2021年6月6日 - 、東海テレビ・フジテレビ） - 如月雄一郎 役[13]
- 山女日記3 （2021年10月17日 - 11月21日、NHK BSプレミアム） - 山根岳人 役
- シッコウ!!〜犬と私と執行官〜 第1話（2023年7月4日、テレビ朝日） - 二川研一 役
- 日本テレビ開局70年スペシャルドラマ「テレビ報道記者〜ニュースをつないだ女たち〜」（2024年3月5日、日本テレビ） - 藤岡誠 役[14]
- オクラ〜迷宮入り事件捜査〜（2024年10月8日 - 12月17日、フジテレビ） - 加勢英雄 役[15]
- 大追跡〜警視庁SSBC強行犯係〜 第1話（2025年7月9日、テレビ朝日） - 玉井涼介 役

### 映画
- 時をかける少女（1997年） - 深町一夫 役
- ekiden 駅伝（2000年、東映） - 早川義彦 役
- 仮面ライダーアギト PROJECT G4（2001年、東映） - ハンバーガーショップの客 役※友情出演
- ROCKERS（2003年、ギャガ） - 高木仁 (ジン〈陣内孝則〉） 役
- 評議（2006年、最高裁判所制作の裁判員制度の広報映画） - 大沢祐介役
- スピードマスター（2007年、東芝エンタテイメント） - 赤星颯人 役

### 吹き替え
- スピリット スタリオン・オブ・ザ・シマロン（2002年、ドリームワークス） - スピリット 役
- バンド・オブ・ブラザース（2006年、BBC・HBO） - アルバート・ブライス二等兵 役

### ラジオドラマ
- ぼんくら・日暮らし（2005年10月 - 2006年3月、ABCラジオ） - 佐吉 役

### ドキュメンタリー
- こんなステキなにっぽんが（2009年11月、NHK総合） - 旅人
- キッコーマン｢おいしい記憶 きかせてください｣シリーズ（2016年3月 - 、不定期） - ナビゲーター

### CM
- コカ・コーラアトランタオリンピック編（モデル時代）
- ブルボンアイスミントガム
- ケンゾー・オム
- ライフカード
- 日産CUBE
- ミニストップ
- ライオンナビック
- チョーヤ梅酒ウメッシュ
- 岩塚製菓ふわっと
- 九州電力
- AGFブレンディ香るブラック
- 桧家住宅（桧家グループ）

## CD
|     | タイトル                                  | 発売日         | レーベル   | 規格品番   | 備考                          |
| --- | ----------------------------------------- | -------------- | ---------- | ---------- | ----------------------------- |
| 1st | 視界良好                                  | 1997年10月21日 | PROPAGANDA | PRDA-6     | 作詞：能勢海太 作曲：能勢海太 |
| 2nd | 僕はここにいる                            | 1998年6月20日  | PROPAGANDA | PRDA-9     | 作詞：能勢海太 作曲：能勢海太 |
| 3rd | 旅の者 〜Love & Peaceって一体何ですか？〜 | 1999年11月26日 | Victor     | VICL-35092 | 作詞：中村俊介 作曲：市川喜康 |
| 4th | 奇蹟                                      | 1999年12月16日 | Victor     | VICL-35093 | 作詞：市川喜康 作曲：市川喜康 |
| 5th | 愛                                        | 2000年5月24日  | Victor     | VICL-35142 | 作詞：中村俊介 作曲：市川喜康 |
| 6th | 雪がとける前に…                           | 2001年1月24日  | Victor     | VICL-35224 | 作詞：藤原一晴 作曲：藤原一晴 |
| 7th | 愛という日々                              | 2001年11月7日  | Victor     | VICL-35317 | 作詞：中村俊介 作曲：桜井秀俊 |